# Торговці смертю
«Торговці смертю» (італ. Finché c'è guerra c'è speranza, дослівно Поки йде війна, є надія) — італійський сатиричний комедійний фільм 1974 року режисера Альберто Сорді, який у фільмі грає також головну роль. Успіх фільму в Італії призвів до того, що його італійська назва стала приказкою.

## Сюжет
П’єтро (Альберто Сорді), скромний торговець сантехнікою, міняє устаткування для ванн на кулемети й автомати, щоб дати своїй красуні-дружині ту розкіш, про яку вона мріє. Однак чим більші прибутки героя, тим темніші справи, в які йому доводиться вплутуватися заради грошей. А найголовніше, що гроші ці не приносять щастя самому П’єтро, якому зовсім не до вподоби його нове прізвисько Торговець смертю...

## Ролі виконують
- Альберто Сорді — П’єтро Кйокка
- Сільвія Монті[it]  — Сільвія
- Алессандро Кутольо[it] — дядько П’єтро